# 石狩市立生振小学校
石狩市立生振小学校（いしかりしりつ おやふるしょうがっこう）は、北海道石狩市生振にある公立小学校。

## 歴史
生振地区における児童の教育は、1878年（明治11年）の「生振教育所」開設に始まる。この教育所は1884年（明治17年）に廃止されたが、1893年（明治26年）には生振村の開拓移民を率いた玉木琢蔵の自宅に寺子屋が開かれ、翌1894年（明治27年）には愛知県団体による寺子屋も開かれた。
このように子女への教育を希求する地域住民の要望を受けて、1896年（明治29年）に生振尋常小学校が開校された。校舎の建設にあたっては、石狩アイヌの豊川一族が舟で建材を運んだという。
昭和時代には国民学校を経て、戦後の学制改革により生振小学校となるが、開校から80年が経過した昭和50年代になると児童数の減少が深刻化し、そのまま手をこまねいていては複式学級制を取らざるを得なくなる状況だった。そこで1984年（昭和59年）、当時の石狩町全域から児童が通学できる特認校としての指定を受け、自然豊かな農村地帯に立地することを活かした栽培活動など、特色ある教育を行っていくこととなった。

### 沿革
- 1896年（明治29年）12月 - 生振尋常小学校開設[3]。
- 1903年（明治36年） - 校舎移転[1]。
- 1941年（昭和16年） - 生振国民学校として改編[1]。
- 1947年（昭和22年） - 生振小学校となり、生振中学校を併置する[1]。
- 1953年（昭和28年） - 校舎を新築移転し、かつて本校の分教所だった参泉小学校を統合する[1]。
- 1980年（昭和55年） - 生振中学校が本校から分離され、石狩中学校と統合される[1]。
- 1981年（昭和56年） - 2月に校舎が全焼し、12月に新築される[1]。
- 1984年（昭和59年） - 特認校指定を受ける[1]。
- 1990年（平成2年） - 学校田を造成[1]。